# Milko Kazanov
Milko Kazanov (em búlgaro:  Милко Георгиев Казанов), (Ruse, 11 de fevereiro de 1970) é um ex-canoísta búlgaro especialista em provas de velocidade.

## Carreira
Foi vencedor da medalha de bronze em K-2 1000 m em Atlanta 1996, junto com o seu colega de equipa Andrian Dushev.